# Carsten Petersen
Carsten Petersen (* 1960/1961) ist ein ehemaliger deutscher Basketballspieler.

## Leben
Petersen nahm im August 1980 mit der bundesdeutschen Juniorennationalmannschaft an der Europameisterschaft dieser Altersklasse teil und erzielte 4,2 Punkte je EM-Spiel. Seine Turnierbestleistung waren 12 Punkte gegen die Sowjetunion. Er wechselte 1980 aus Bremerhaven nach Hamburg und spielte 1980/81 mit dem Hamburger TB in der Basketball-Bundesliga. Danach wechselte er zum DTV Charlottenburg und zählte somit im Spieljahr 1981/82 zur ersten Bundesligamannschaft der DTV-Vereinsgeschichte. Später spielte er für den Zweitligisten BG Zehlendorf. Im Altherrenalter nahm er mit der Mannschaft des DTV-Nachfolgevereins DBV Charlottenburg an Deutschen Meisterschaften teil und errang dabei mehrfach den Titel.
Beruflich wurde Petersen als Facharzt für Orthopädie, Unfallchirurgie und Rheumatologie tätig und betreute als Mannschaftsarzt Basketball- sowie Fußballspieler.